# Aba (miasto w Karii)

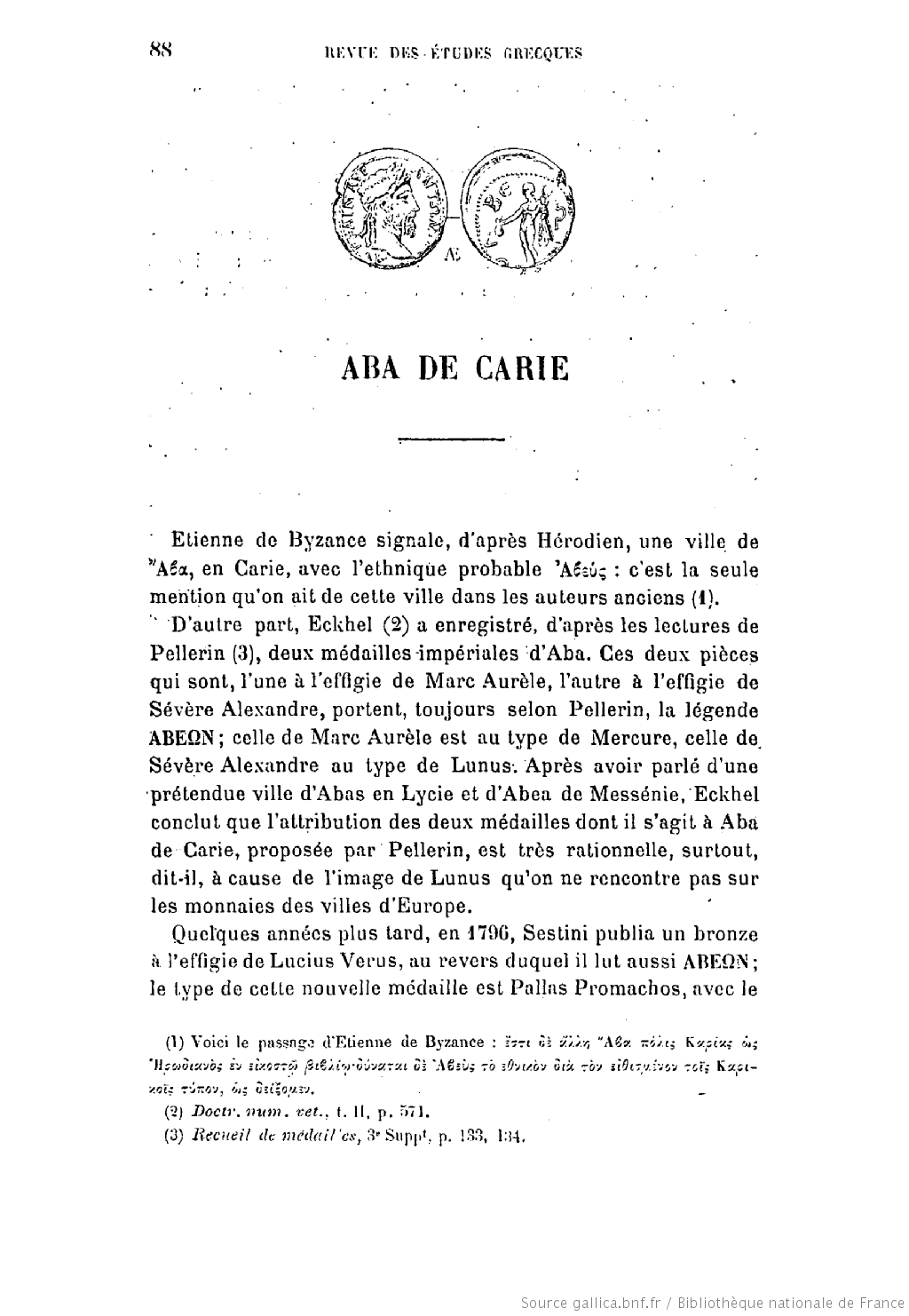
Pierwsza strona artykułu E. Babelona z reprodukcjami monet miasta

Aba (Ἄβα) – miasto w Karii. Wymienione przez Stefana z Bizancjum powołującego się na Herodiana; jest to jedyna wzmianka o tej miejscowości u autorów starożytnych. Stefan z Bizancjum podaje także nazwę mieszkańców miasta – Ἀβεύς. Pod względem historycznym nie miało ono znaczenia, a jego położenie pozostaje nieznane. Istnienie Aby miałyby też potwierdzać monety, choć o niepewnej atrybucji. 
Mimo świadectwa w postaci inskrypcji wymieniającej (wśród kilku innych miast) lud o podobnej nazwie pragnący zawrzeć sojusz z Rzymem, T. Mommsen wyklucza jednak łączenie jej z Abą w Karii ze względu na różnicę pomiędzy nazwą miasta a nazwą ludu podaną przez Stefana z Bizancjum, i woli wiązać ją z pewnym ludem w Myzji.  E. Babelon w swym studium uważa, że inskrypcję należy raczej wiązać z miastem Taba, które miało istotne znaczenie, zaś wymienianie w inskrypcji szerzej nieznanej Aby wraz z dużymi miastami byłoby nienaturalne.  